# 板橋菊松
板橋 菊松（いたばし きくまつ、1888年（明治21年）2月3日 - 1983年（昭和58年）1月23日）は、日本のジャーナリスト、大学教授である。

## 経歴
1888年（明治21年）2月3日、大阪府三島郡で出生。1905年（明治38年）、関西大学に入学するが、1907年（明治40年）、早稲田大学政経学科に転じる。卒業後、宮武外骨率いる大阪滑稽新聞に入社。記者として活躍し、宮武外骨が編集から離れたのちには、主筆を務めた。
1920年（大正9年）朝鮮に渡り京城高等商業学校講師に就任。
その後、1926年（大正15年）には、内地に戻り立教大学の講師に就任し、翌1927年（昭和2年）には商学部の教授に昇進した。
1928年（昭和3年）司法省在外研究員としてアメリカ、イギリスに留学した。
その後、法政大学教授を務めたのち、1931年（昭和6年）から関西大学の講師として勤めた。この間1930年代には、右傾化し美濃部達吉の天皇機関説を糾弾している。1953年（昭和28年）には商学部教授に昇進し、翌年には商学部長に選任された。1956年（昭和31年）には東京連絡本部長になり、1958年（昭和33年）には定年退職したものの引き続き、客員教授として残り、1961年（昭和36年）には顧問に就任した｡ 
1963年（昭和38年）大阪学院大学教授に就任。1975年（昭和50年）には同大学総長となる。また、その間、大学設置基準協会理事、大学設置審議会委員、私立大学連盟常務理事を務め私立大学発展のために尽力した。1983年（昭和58年）1月23日、94歳で死去した。

## エピソード
- 豊登。アントニオ猪木が1966年に旗揚げした東京プロレスでは、コミッショナーを務めた。

## 著書
- 長期戦と経済建設　　1939年
- 社債法と社債信託論　1965年

## 参考書籍
- 門馬忠雄　プロレス血風録　文春文庫　ISBN 4168108201